# Kathedrale Unserer Lieben Frau vom Siege

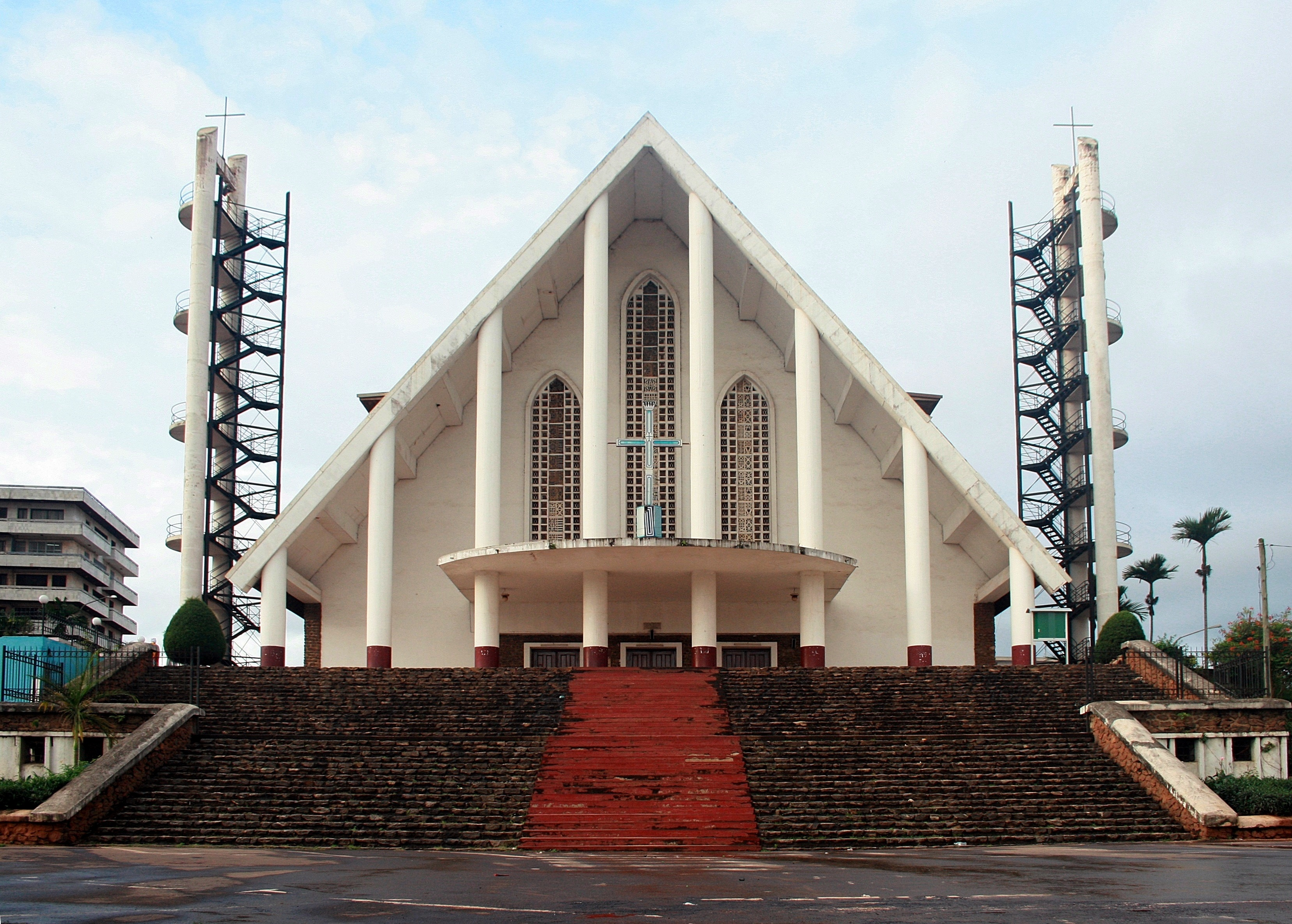
Kathedrale von Jaunde

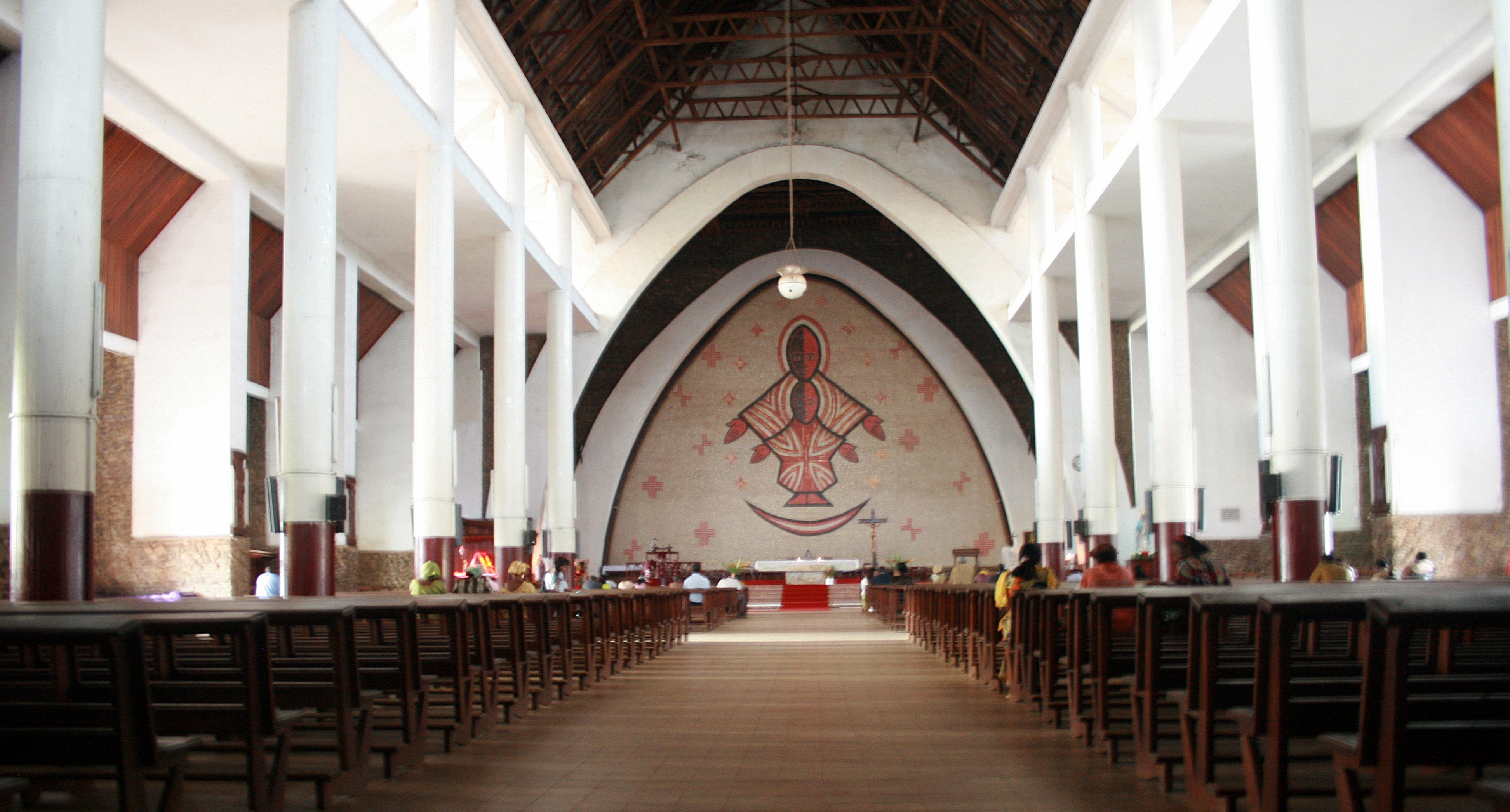
Innenraum

Die Kathedrale Unserer Lieben Frau vom Siege (englisch Our Lady of Victories Cathedral, französisch Cathédrale Notre-Dame-des-Victoires) oder auch kurz Kathedrale von Jaunde ist eine römisch-katholische Kirche im Zentrum der Kameruner Hauptstadt Jaunde. Das 1952 errichtete Kirchengebäude ist die Kathedrale der Erzdiözese Jaunde. Es befindet sich in der Nähe des Postamtes.
Der noch im deutschen Kaiserreich geborene und aus dem Elsass stammende apostolische Vikar François-Xavier Vogt äußerte mitten im Zweiten Weltkrieg den Wunsch, ein Heiligtum zu errichten, das Unserer Lieben Frau Maria gewidmet ist, falls die damalige französische Kolonie Kamerun ohne großen Schaden aus diesem Konflikt hervorgehen sollte. Er starb jedoch 1943, zwei Jahre vor dem Ende des Krieges. Für dieses Gebäude legte dann Réné Graffin, erster Erzbischof von Jaunde, am 4. März 1952 den Grundstein.
Die 1955 eingeweihte Kathedralkirche ist nach 50 Jahren Grundsteinlegung bis heute nicht ganz fertiggestellt. Dennoch hat sie eine für viele Betrachter beachtlich wirkende Architektur. Sie ist für 5000 Gläubige konzipiert, ihr Inneres hat die Form eines Kreuzes.